# Шаба (национальный заповедник)
Национальный заповедник Шаба, основанный в 1974 году, расположен в северной части Кении, к востоку от национальных заповедников Самбуру и Баффало Спрингс. Вместе, эти три заповедника составляют большую защищенную территорию.
Заповедник имеет живописную местность, включающую в себя прибрежные леса, разбросанные участки леса и сухие луга, над которыми возвышается гора Shaba Hill. Разнообразие дикой природы зависит от водоёмов и болот, разбросанных по всей территории заповедника. Шаба является местом обитания исчезающей зебры Греви и редкого жаворонка Уильмса (Williams's Lark).
Заповедник Шаба является местом действия книги и фильма Рожденная свободной (Born Free), фильма Из Африки Сидни Поллака и реалити-шоу Survivor: Африка.
Заповедник является популярным местом среди туристов. Однако, существует некоторый риск, что избыток числа посетителей и рост местного населения вокруг заповедника могут отрицательно сказаться на окружающей среде.

## География
Заповедник Шаба расположен к востоку от заповедника Самбуру и в 70 км от горы Кения. Река Эвасо-Нгиро течет на протяжении 34 км вдоль северной границы заповедника. Ежегодное количество осадков составляет от 250 мм и 500 мм. Почвы являются песчаными, вулканического происхождения. В заповеднике преобладают полупустыни, с отдельными холмами и обильными водными источниками. Гора Shaba Hill, с её вулканическими формированиями, поднимается на 2145 метров над относительно плоской окружающей равниной. Земля у подножия горы неровная, с крутыми оврагами.

## Флора
В заповеднике много прибрежных лесов, в которых произрастает акация elator и дум-пальма. Вдали от реки растут леса акации кручёной, среди кустарника доминирует коммифора, также есть щелочные луга и открытые участки лавы, которые содержат разбросанные траву и кустарники.

## Фауна
Хотя Шаба намного зеленее Самбуру, зебры и жирафы встречаются здесь гораздо реже. Распространены антилопы-прыгуны и даманы на холмах. Трубкозубы, бородавочники и большеухие лисицы делает свои дома в куполообразных термитниках в кустарнике. Канны, импалы, газели Брайта (Nanger granti brighti), геренуки пасуться в кустарниках, а зебры, ориксы, большие и малые куду пасутся на лугах.

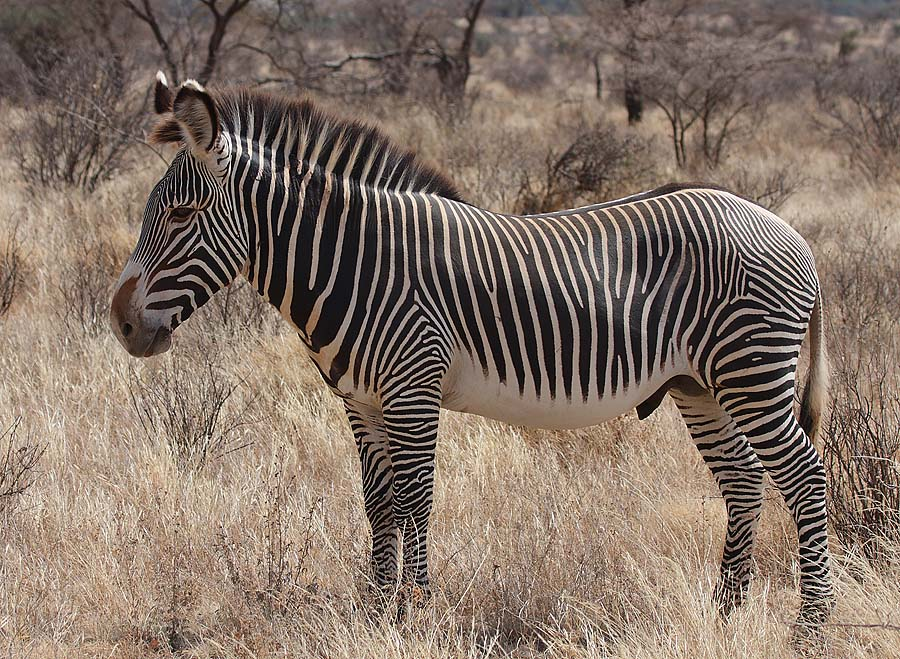
Зебра Греви

Заповедник также известен большими прайдами львов, которые дремлют в зарослях деревьев Salvadora persica в течение дня. Ночью выходят на охоту обыкновенные и чепрачные шакалы, полосатые и пятнистые гиены. Шаба является местом обитания таких редких животных, как сетчатый жираф, сомалийский страус и находящейся под угрозой исчезновения зебры Греви. Также водятся леопарды и слоны.
В заповеднике в изобилии водятся различные виды птиц, такие же как и в заповедниках Самбуру и Баффало Спрингс. В районе заповедника со скалистой полупустыней и низкими кустарниками Барлерия обитает малоизвестный и находящийся под угрозой исчезновения жаворонок Уильмса (при этом на других охраняемых территориях он не был замечен). Заповедник лежит на пути миграции степной пустельги из Палеоарктики, некоторые из этих миграций проходят через него каждый год. Шаба также является местом обитания некоторых исчезающих видов птиц: африканской змеешейки и большой белой цапли, которые время от времени посещают этот регион, а также его постоянных обитателей африканского белогорлого грифа, боевого орла и желтоклювого буйволового скворца, последний из которых довольно распространён.

## Экологические проблемы
Заповедник представляет большую ценность со своей разнообразной фауной для Самалийско-Масаиского биома и важен как место обитания малоизвестного жаворонка Уильямса. Военные учения в регионе к северу от заповедника вызывают значительные экологические проблемы. Постоянно увеличиваются размеры пастбищ для скота, охота и вырубка деревьев в районах вокруг заповедника, а иногда это происходит и в самом заповеднике. Отсутствует план по управлению туризмом, и есть риск того, что число посетителей может вырасти до неприемлемого уровня.

## Галерея
|          |                     |                  |          |
| Антилопы | Венценосный журавль | Африканский слон | Крокодил |